# Vasaloppet 1922
Vasaloppet 1922 (det första Vasaloppet) hölls den 19 mars 1922. Segrare blev Ernst Alm på tiden 7 timmar, 32 minuter och 49 sekunder.

## Bakgrund
Idén till Vasaloppet framfördes den 10 februari 1922 av tidningsredaktören Anders Pers i en artikel om skidsport i Vestmanlands Läns tidning. Det långa skidloppet skulle anknyta till Gustav Vasas flykt mot Norge 1521. och skulle gå mellan Sälen och Mora. Dagen därpå återgav Dagens Nyheter artikeln.
Den 3 mars 1922 publicerades IFK Moras tillkännagivande även i Dagens Nyheter, i vilket bland annat framhölls att man önskade erhålla ett ekonomiskt bidrag för att arrangera Vasaloppet. På styrelsemötet på kvällen söndagen den 5 mars 1922 fick Morakamraternas ordförande Carl Ericson ett ”lågmält men fast ja” på sin fråga om att anordna ett lopp. Strax innan hade han nämligen meddelat att Dagens Nyheter ställde upp med 1.000 kronor, ett anslag som IFK Mora önskat för att föreningen skulle ”kunna anordna tävlingen i stor stil”. Dagens Nyheter blev således Vasaloppets första sponsor.

### Tidslinje 1922
- 10/2: Anders Pers i VLT: "Ett nationellt skidlopp".
- 11/2: Artikeln återgiven med instämmande i Dagens Nyheter.
- 13/2: Återgiven i Mora tidning.
- 27/2: Styrelsesammanträde i Mora-Kamraterna. Uttalande från styrelsen infört i MT.
- 5/3: Styrelsebeslut i IFK Mora att anordna Vasaloppet den 19/3 samma år. Åkriktning blir av praktiska och säkerhetsskäl Sälen - Mora. DN ställer 1 000 kronor till förfogande för arrangemanget.
- 6/3: Inbjudan utarbetas.
- 7/3: Inbjudan publiceras i Stockholmstidningarna och påföljande dag i de flesta landsortstidningar.
- 10/3: Den första anmälan registreras.
- 19/3: Det första Vasaloppet. Kranskullan uppstår. Ernst Alm vinner.

### PM för Vasaloppet söndagen 19 mars 1922
Fredagen den 17 mars

Samling vid Limedsforsens station efter tågets ankomst. Avfärd med skjutsar omedelbart till Sälen (cirka 30 km). Inkvartering vid framkomsten. Kvällsvard finnes anordnad i skolhuset i Sälen.
Lördagen den 18 mars

Frukost kl 9.30 f. m. Middag kl. 2 e. m. Läkareundersökning i skolhuset kl. 3 e. m. Upprop och utdelning av nummerlappar och kartor omedelbart därefter. Kvällsvard kl. 7.30 e. m.
Söndagen den 19 mars

Frukost kl. 4.30 f. m. Därefter mottagas de tävlandes bagage och kläder, vilket allt skall förses med tydlig adress för möjliggörande av utlämning vid målet. Samling vid Vasastenen kl. 5.45 f. m.
Start kl. 6 f. m.
Passkontroller under vägen

Mångsbodarna, Evertsberg, Oxberg. Mat och förfriskningar finnas vid de öppna kontrollerna samt vid målet. Efter ankomsten till målet utlämnas de tävlandes bagare och kläder å E. Böhlmarks kontor efter kl. 4.30 e. m. Inkvartering anvisas genom kamrer Y. Herdin. Bad och dusch tillhandahålls vid varmbadhuset för dem, som så önska. Mot uppvisande av detta P. M. erhålles kvällsvard hos Johanssons och Carlssons matserveringar.
Allmänna bestämmelser

Svenska Skidförbundets regler tillämpas med uteslutande av klassindelning. Skidor få således ej utbytas under tävlingen annat än då påtagliga omständigheter så kräva. Prickade delar av banan måste ovillkorligen följas. Hemliga passkontroller äro anordnade. Mat och logis betalas av de tävlande själva. Transportkostnader och skjutsar samt läkareundersökning bestridas av arrangörerna.

## Loppet

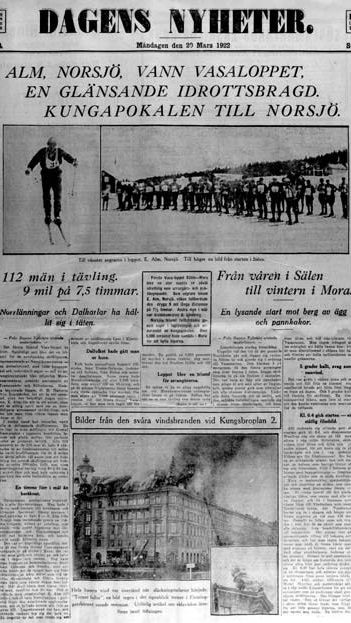
DN, förstasida 23 mars 1922

Den första anmälningen till loppet gjordes den 10 mars av Carl Emmanuel Berg från IF Göta i Karlstad. Totalt inkom 136 anmälningar, och av dessa kom 119 deltagare till start.
Starten gick söndagen den 19 mars 1922 kl 06:04 på Olnispagården i Berga med fem minusgrader och 75 centimeter snö, där startflaggan hölls av Johan Westling. Efter 7 timmar, 32 minuter och 49 sekunder nådde Ernst Alm målet i Mora som förste man trots att han i Evertsberg var 20:e man och tio minuter efter täten. 117 deltagare fullföljde loppet. Alm belönades med segerkransen av första kranskullan Therese Eliasson från Mora. Målgången var en vitmålad skiva i träram med texten "MÅL" upphängd mellan två flaggstänger. Ingen annan dekoration.
Efteråt sa Alm: "Det var väldigt roligt att åka in i Mora där alla hejade så på mig. Men jag känner mig lite olycklig för att jag i hastigheten nog knuffade till en dam som kom fram och kastade en lagerkrans över mig. Visste inte om den ceremonien, hade ju inte räknat med att vara först…" Innan loppet så var Alm nervös inför den långa distansen då det längsta han åkt tidigare var sex mil. När han nådde målet var den första reaktionen lättnad; att det var över och att han hade klarat det. "Det var förstås den längsta bana jag åkt och naturligtvis var den krävande, men samtidigt måste jag säga att ingen tävling varit så trevlig."
Joel Eng som slutade på tionde plats uttryckte sitt beröm för Vasaloppet och sa ”En bättre arrangerad tävling har aldrig funnits”. Ett omdöme vari samtliga löpare enhälligt instämde.

## Resultat
| Plac | Namn                | Klubb          | Tid     |
| ---- | ------------------- | -------------- | ------- |
| 1    | Ernst Alm           | Ifk Norsjö     | 7:32:49 |
| 2    | Oskar Lindberg      | Ifk Norsjö     | 7:38:01 |
| 3    | Axel Israelsson     | Dala-Järna Ik  | 7:39:29 |
| 4    | John Fjällberg      | Mörsils If     | 7:40:32 |
| 5    | Per-Erik Hedlund    | Särna Sk       | 7:40:38 |
| 6    | J Widell            | Gävle Godts Ik | 7:41:35 |
| 7    | Algot Eriksson      | Dala-Järna If  | 7:44:49 |
| 8    | Strål-Lars Eriksson | Ifk Mora       | 7:46:23 |
| 9    | Jonas Persson       | Arbrå Ifk      | 7:46:27 |
| 10   | Joel Eng            | Djurgårdens If | 7:46:48 |